# Teucholabis (Teucholabis) atrolata
Teucholabis (Teucholabis) atrolata is een tweevleugelige uit de familie steltmuggen (Limoniidae). De soort komt voor in het Neotropisch gebied.